# Liste des cavités naturelles les plus longues du Rhône

Département du Rhône et Métropole de Lyon.

La liste des cavités naturelles les plus longues du département du Rhône recense sous la forme d'un tableau, les cavités souterraines naturelles connues, dont le développement est supérieur ou égal à vingt cinq mètres.
La communauté spéléologique considère qu'une cavité souterraine naturelle n'existe vraiment qu'à partir du moment où elle est « inventée » c'est-à-dire découverte (ou redécouverte), inventoriée, topographiée et publiée. Bien sûr, la réalité physique d'une cavité naturelle est la plupart du temps bien antérieure à sa découverte par l'homme ; cependant tant qu'elle n'est pas explorée, mesurée et révélée, la cavité naturelle n'appartient pas au domaine de la connaissance partagée.
La liste spéléo-métrique des plus longues cavités naturelles du Rhône (≥ 25 m) est  actualisée fin 2019.
La plus longue cavité répertoriée dans le département du Rhône est la grotte de la Falaise à Saint-Romain (cf. ligne 1 du tableau ci-dessous).

## Rhône (France)

### Cavités de développement supérieur ou égal à25m
13 cavités sont recensées au 31-12-2019.
| Réf. | Cavités (autres noms)                              | Communes                     | Massifs ou zones géographiques | Coordonnées (WGS 84)        | Développement (en mètres) | Dénivelée (en mètres) | Sources ou références     | Mises à jour |
| ---- | -------------------------------------------------- | ---------------------------- | ------------------------------ | --------------------------- | ------------------------- | --------------------- | ------------------------- | ------------ |
| 1    | Grotte de la Falaise et Grotte de la Grande Faille | Saint-Romain-au-Mont-d'Or    |                                | 45° 49′ 50″ N, 4° 49′ 14″ E | +000160, m                | 11,50 m               | Spéléo dossiers n°39      | 2017-11      |
| 2    | Grotte des Averlys                                 | Cogny                        |                                |                             | +000130, m                | NC m                  | Bruno Ducluzaux 2012      | 2017-11      |
| 3    | Grotte des "S"                                     | Saint-Germain-sur-l'Arbresle |                                | 45° 52′ 47″ N, 4° 37′ 13″ E | +0 00050, m               | +0000, m              | Gilbert Bertin            | 2017-11      |
| 4    | Grotte de Saint-Try                                | Pommiers                     |                                | 45° 57′ 21″ N, 4° 42′ 12″ E | +0 00045, m               | +0000, m              | Spéléométrie de la France | 2013-12      |
| 5    | Grotte du Mont Verdun                              | Poleymieux-au-Mont-d'Or      |                                | 45° 50′ 45″ N, 4° 46′ 50″ E | +0 00040, m               | +0015, m              | Spéléo dossiers n°38      | 2017-11      |
| 6    | Grotte de Charmont                                 | Ville-sur-Jarnioux           |                                | 45° 57′ 21″ N, 4° 36′ 21″ E | +0 00040, m               | +0000, m              | Spéléométrie de la France | 2017-10      |
| 7    | Grotte de Brie                                     | Anse                         |                                | 45° 56′ 44″ N, 4° 42′ 01″ E | +0 00035, m               | +0000, m              | Spéléométrie de la France | 2017-10      |
| 8    | Grotte du Ravin                                    | Couzon-au-Mont-d'Or          |                                | 45° 50′ 53″ N, 4° 49′ 04″ E | +0 00030, m               | +0000, m              | Spéléométrie de la France | 2017-10      |
| 9    | Grotte des crêtes de Thiezé                        | Theizé                       |                                | 45° 56′ 52″ N, 4° 36′ 28″ E | +0 00030, m               | +0011, m              | Spéléo dossiers n°35      | 2017-10      |
| 10   | Grotte de Saint-Léonard                            | Couzon-au-Mont-d'Or          |                                |                             | +0 00030, m               | +0000, m              | Spéléométrie de la France | 2017-10      |
| 11   | Gouffre du Ravin d’Arche                           | Saint-Romain-au-Mont-d'Or    |                                | 45° 49′ 50″ N, 4° 49′ 14″ E | +0 00030, m               | +0012, m              | Spéléo dossiers n°39      | 2017-11      |
| 12   | Grotte du Tignon                                   | Saint-Romain-au-Mont-d'Or    |                                | 45° 50′ 26″ N, 4° 49′ 08″ E | +0 00027, m               | +0005, m              | Spéléo dossiers n°38      | 2017-10      |
| 13   | Grotte de Civrieux                                 | Civrieux-d'Azergues          |                                | 45° 51′ 42″ N, 4° 42′ 46″ E | +0 00025, m               | +0000, m              | Spéléométrie de la France | 2017-10      |